# Анелия Атанасова
Aнелия Атанасова е български педагог и политик от НДСВ. Народен представител в XXXIX и XL Народно събрание, избрана от парламентарната група на НДСВ. Била е председател на монархическото дружество „Просветление“ във Варна. Основател на международния турнир по художествена гимнастика „Царица Маргарита Българска“. Носителка е на Дамския кръст, I степен, на Царския орден „Свети Александър“. 

## Биография
Aнелия Атанасова е родена на 19 май 1949 година в град Варна. Завършва спортна педагогика, политология и международни отношения.